# 시빌 (라파엘로)
《시빌》(Sibyls), 또는 《천사로부터 지시를 받은 시빌》은 이탈리아 르네상스 예술가 라파엘로 산치오가 1514년에 그린 프레스코화로, 시에나의 은행가인 아고스티노 키지로부터 로마의 산타 마리아 델라 파체 성당 내부를 장식하라는 의뢰를 받아 그렸다.
이 그림에는 쿠마에 시빌, 페르시아 시빌, 프리기아 시빌, 티부르 시빌 등 네 명의 시빌과 수행 천사들이 그려져 있다. 미술사학자 마이클 허스트(Michael Hirst)에 의하면 라파엘로의 시빌과 미켈란젤로의 연습 스케치 사이에 "놀라운" 유사점이 있다고 한다.